# ТСН (СРСР)
ТСН або «Телевізійна служба новин» (рос. Телевизионная служба новостей) — інформаційна програма, що виходила в етер з вересня 1989 по 23 жовтня 1999 року в етері радянського та російських каналів («Першої програми ЦТ», «Першого каналу Останкіна» і «ТВ-6»). Програму створювала головна редакція інформації Центрального телебачення як альтернативу інформаційній програмі «Час». Принципові відмінності полягали в стилі, відборі та інтерпретації новин.